# Rząd Sprenta Dabwido
Rząd Sprenta Dabwido – rząd Nauru od listopada 2011 do czerwca 2013.
Konstytucja Nauru określa, że Rada Ministrów składa się z przewodniczącego i czterech lub pięciu członków parlamentu powołanych przez prezydenta.
Skład rządu:
| Resort | Minister       |
| --- | -------------- |
| Prezydent; Minister Spraw Wewnętrznych; Minister Środowiska; Minister Policji i Służb Ratowniczych; Minister Służby Publicznej | Sprent Dabwido |
| Minister Zdrowia; Minister Sportu; Minister Spraw Zagranicznych i Handlu                                                       | Kieren Keke    |
| Minister Finansów; Minister Edukacji                                                                                           | Roland Kun     |
| Minister Transportu i Telekomunikacji; Minister Nauru Utilities Corporation; Minister Nauru Air Corporation                    | Riddell Akua   |
| Minister Sprawiedliwości; Minister Nauruańskiej Korporacji Fosforytowej; Minister Nauru Rehabilitation Corporation             | Dominic Tabuna |
| Minister Handlu, Przemysłu i Środowiska; Minister Nauru Phosphate Royalties Trust; Minister ds. Rybołówstwa                    | Marcus Stephen |